# Peter Gottlandt
Peter Gottlandt, egentligen Peter Roddelstedt, målare och kopparstickare, verksam i som hovmålare hos kurfursten Johan Fredrik av Sachsen.
Mycket lite är känt om honom. Han omtalas som verksam i Sachsen första gången 1547, och var av sin grafiska teknik lärjunge till Lucas Cranach. Tillnamnet "Gottlandt" avser helt säkert Gotland, men troligen var han inte född där. Istället har Rudolstadt föreslagits som hans födelseort, och tillnamnet lagts till sedan han en tid verkat på ön, innan han återvände till hemtrakterna.
Han var verksam i Weimar 1548-72. Han stack i koppar en allegori över gamla och nya testamentet efter Cranach, profeten Jonas, flera porträtt och Kristusbarnet i kamp mot påvedömets trehövdade drake, hans bästa blad.